# آخاخ‌دره
آخاخ‌دره (به لاتین: Axaxdərə، تا ۲۰۰۱ میلادی اوخوخ‌دره Oxoxdərə) یک منطقه مسکونی در جمهوری آذربایجان است که در شهرستان زاقاتالا واقع شده است.